# Knight’s Armament Company PDW
Knight's Armament Company PDW (KAC PDW) — малогабаритная штурмовая винтовка, разработанная в 2006 году американской компанией KAC. Легкое оружие, рассчитанное на применение боеприпасов 6x35 mm PDW, с размерами стандартного пистолета-пулемёта, с прицельной дальностью стрельбы 300 метров и с останавливающим действием стандартного карабина.

## Разработка
Knight's Armament Company занималась разработкой своего PDW в рамках альтернативной программы с конца 80-х годов. Было выпущено несколько прототипов, но ни один из них не был пущен в серийное производство. Серьезной работой по созданию KAC PDW занялись в 2004 году, в немалой степени этому повлияло участие фирмы в конкурсе на новое оружие для спецназа ВС США SOF Combat Assault Rifles.

## Схема
KAC PDW – автоматическое оружие, с газовым двигателем автоматики и двумя газовыми поршнями. Газоотводный механизм состоит из двух идентичных систем, каждая из которых имеет свой поршень, расположены они над стволом внутри ствольной коробки по обе стороны от затворной рамы. Затвор поворотный идентичен по устройству затвору АК. Ударно-спусковой механизм обеспечивает ведение одиночного и автоматического огня. KAC PDW, во многом благодаря нижней части ствольной коробки, напоминает винтовки M16 и M4, однако в отличие от них все основные механизмы данного оружия находятся внутри ствольной коробки. Это позволило, среди прочего, снабдить PDW складным поворотным прикладом. У винтовок серии M16 часть приклада занимает буфер отката затворной рамы, что не позволяет сделать его приклад полностью убирающимся на сторону. Корпус KAC PDW выполнен из алюминия и состоит из двух половин верхней и нижней. Нижняя часть представляет собой уменьшенную копию нижней части ствольной коробки винтовок серии M16. Приемник магазина, пистолетная рукоятка, расположение кнопки эжектора и переключателя режимов огня идентичны оным на стандартной американской армейской винтовке. Если учесть, что данное оружие разрабатывалось в основном для американского рынка, то такая "преемственность" вполне понятна. Также к нижней части коробки крепится приклад, скелетной конструкции. Приклад складной – складывается поворотом на правую сторону оружия. В верхней части ствольной коробки находятся ствол, затворная рама с затвором и газоотводный механизм. Верхняя часть снабжена четырьмя универсальными направляющими Пикатинни, расположенными по сторонам оружия, под и над стволом. Причем "верхняя" планка занимает по длине всю верхнюю часть оружия. Благодаря этому на оружие возможна установка различных дополнительных устройств и прицельных приспособлений. Имеются также и механические прицельные приспособления - складные целик и мушка. KAC PDW снабжен стволом, изготовленным по специальной технологии. Снаружи по всей длине ствола выполнены небольшие лунки, что позволило существенно снизить вес ствола без ущерба для его характеристик. Кроме того, на стволе установлен разработанный для этой модели компенсатор. По желанию заказчика устанавливается ствол длиной 8 или 10 дюймов. Питание оружия патронами производится из отъемных коробчатых магазинов емкостью 30 патронов. По своему виду они напоминают уменьшенные копии STANAG.

## В мире
KAC PDW производится в США. Активно рекламируется компанией производителем в качестве оружия для воинских и специальных подразделений. На настоящий момент оружие зарекомендовало себя в спецподразделениях  правоохранительных органов Лос-Анджелеса SWAT и имеет положительные отзывы.